# 广州四一五事变
广州四一五事变，是1927年4月15日起中华民国广州发生的中国国民党广东实权派捕杀中国共产党党员及其群众的事件，为“中国国民党清党”行动的一部分。

## 背景
1926年国民革命军北伐攻克武汉后，1927年1月1日广州国民政府迁到武汉，成为武汉国民政府，由汪精卫等中国国民党左派当政，国民革命军总司令蒋介石留在南昌不愿赴武汉。武汉国民政府免去蒋介石全部职务，而蒋介石在南昌委任军事长官。革命政府从此分裂为南昌（后迁到南京）和武汉两个政府对峙。负责广州工作的李济深未卷入蒋介石与武汉方面的“迁都之争”。
在北伐过程中，工农运动发展迅速。工会成员增至200万人，农会成员增至900万人。不少地方的工人要求取消各帝国主义国家享有的特权，农民要求打倒地主豪绅、开展减租减息，还要求分配土地。中国共产党势力也日渐壮大。中国国民党内中右派人士认为过激主张会导致各帝国主义国家不满，这些人士也对中国共产党有戒心。北伐军军官大多出身地主、豪绅家庭，也反对工农运动。
在上海的中国国民党中央监察委员张静江、吴稚晖、李石曾、蔡元培等提出中国国民党要“清党”。1927年初，蒋介石应他们的要求，同武汉方面领导人举行一次谈判。3月中旬，武汉方面决定加强国共两党合作，支持工农运动，以限制蒋介石的权力。掌握着军权的蒋介石乃公开反共反苏，镇压工农运动，策划“清党”及驱逐苏联顾问。李济深的思想也日益倾向蒋介石，认为苏联派到中国的共产国际代表是“阴谋策划想从中夺权”。1927年3月，李济深当选为中国国民党中央军事委员会委员和武汉国民政府委员。
广东的工农运动愈演愈烈，大批工会、农会成立，并纷纷建立“纠察队”、“自卫队”等工农武装。农会分散在广东各地，广州的工会内部成分复杂，帮会习气严重，工会之间不断冲突甚至械斗。1927年1月2日，广东机器工会200余人袭击粤海铁路工会宿舍，打死铁路工人6人，打伤十多人。1月3日，广东机器工会又袭击广三铁路工会，打死铁路工人4人。广东省政府对此都没有追究。1月7日，广州政治分会决议解决铁路、机器两工会纠纷办法。1月8日，粤汉、广三、广九三大铁路工人要求政府复议该办法，暂缓实行。1月10日，广州政治分会议决组织解决机工、路工纠纷委员会。1月23日，广州工人代表会为反对商店在旧历正月初二有权自由开除工人（即所谓“吃无情鸡”），向广东省政府请愿。广东省政府偏袒资方，派警察压制罢工，致使5000名左右工人被解雇。2月8日，广东机器工会武装进攻石围塘广三铁路工会，铁路工人在南海农民自卫军支援下，击退了进攻。2月15日，由于广州工商纠纷仲裁委员会偏袒资方，工会派出纠察队封锁商店，广州市公安局局长邓彦华收缴了部分纠察队员的武装，引发广州工代会领导工人展开大规模反对“无情鸡”的运动。2月17日，广州工商仲裁会第二次会议议决暂行办法6条，在没有解决“年初二案”以前工商暂允遵守。2月28日，广州工人代表大会就“年初二”问题发表对工商交涉宣言。
李济深手下的第十师师长陈铭枢、第十一师师长陈济棠都倾向反共。1927年春，陈济棠要求李济深公开谴责武汉国民政府，宣布反共。被李济深拒绝后，陈济棠直接报告蒋介石，要求“举行清党”。
李济深经过多方考虑，最终决定“清党”。
1927年3月22日，李济深任命邓彦华为广东省防军师长兼广州市公安局局长。

## 策划
1927年3月下旬，李济深接到蒋介石自江西发来的电报，要广州的李济深和黄绍竑来上海议事。二人一到上海，便被接到北伐军总部，见到了新桂系的李宗仁、白崇禧。1927年4月2日下午，蒋介石在北伐军东路军前敌总指挥部召开国民革命军高级将领及部分中国国民党中央监察委员参加的秘密会议，讨论“清党”，出席会议的有李济深、李宗仁、白崇禧、何应钦、黄绍竑、吴稚晖、李石曾、陈果夫、陈立夫等人，会议决定全国“四一二清党”。李济深在会上谈了海陆丰农民运动情况后提出：“如果不早日清党，早日镇压，其他各县的农民都将起来效尤，广东就无法维持了。”
1927年4月12日，蒋介石在上海发动四一二事变。当日，李济深等人回到广州。李济深回到广州，随即在广州文德东路26号二楼通知中国共产党联络员陈秋帆前来，在二楼李济深怕隔墙有耳，便在一张报纸的边上写下蒋介石决定4月12日全国“清党”，并请陈秋帆再看一遍，问陈秋帆记住没有。陈秋帆说记住了。李济深便撕下报纸烧掉。陈秋帆回去后随即通知，不少中国共产党中央领导人转移。
为保证广州“清党”的顺利进行，蒋介石派其亲信钱大钧及“中央代表”朱家骅前来广州监视及执行“清党”。4月14日，李济深与朱家骅及钱大钧去黄埔军校找负责人方鼎英谈话，并给方鼎英看了蒋介石下达的“清党”密令，要求方鼎英在黄埔军校执行“清党”。方鼎英提出三点意见，主张让被清出的中国共产党党员“自由离校”，获得李济深同意，但朱家骅和钱大钧对此并不满意。

## 事变发生
1927年4月14日下午，李济深召集驻广州的军、警高级军官开军事会议。李济深以总参谋长（代行总司令职权）的身份，下令广州4月15日起戒严，任命广州警备司令钱大钧兼任戒严司令，命令广州市公安局局长邓彦华督率所属，协同军警，迅将市内所有共产党分子一律逮捕，并密电广东各属同时举行。
1927年4月15日凌晨2时，广州全市开始戒严，军队及各区警察按地址搜捕中国共产党党员，当天共逮捕1,000多人。4月15日当天，军警分为三路进攻粤汉铁路总工会、广三铁路总工会、广九铁路工会等中共方面的工人团体，搜捕中国共产党人及工农领袖。军警还解除了黄埔军校及省港罢工委员会纠察队的武装，包围并搜查了中共广东区委、中华全国总工会广州办事处、省港罢工委员会、海员工会、铁路工会、广东省农民协会、中山大学等200余个机关、团体、学校，此即四一五事变。
4月15日下午2时，李济深主持召开中国国民党留粤中央执监委员、广东省党部执监委员、广州市党部执监委员联席会议，决议成立中国国民党广东省特别委员会（以下简称“省特别委员会”），以李济深、古应芬、李福林、陈孚木、邓彦华5人为委员，授以处理党务、政治、军事最高全权；决议克日扫除广东的共产党分子，并即日宣布同武汉的中国国民党中央党部脱离关系。下午5时，李济深主持召开特别委员会第一次会议，决议通令中国国民党广东省各级党部于文到3日内将共产党分子检举密报本会查办。
4月15日，广州市公安局发表布告称：“此次行动，乃奉总司令训令，准中央监察委员会咨，对各地共产党首要分子实行非常紧急处置。”
4月15日起的大批被捕者中，萧楚女、刘尔崧、沈春雨、李森等60多位知名的中国共产党党员被拘押在广州市公安局监狱内，近两千名中国共产党党员和群众被关押在南关戏院。李济深因不认识许多中国共产党党员，又想尽量释放一些中国共产党党员，便请梁漱溟去被钱大钧关押约2000人的南关戏院训话，然后将其认识的中国共产党朋友逐一放掉。
省特别委员会在广州市公安局内专门成立了“军政督察委员会”，负责审讯知名中国共产党党员。萧楚女等人受到刑讯。蒋介石电令广州当局将萧楚女等人秘密处决。4月22日夜，关押在广州市公安局内的萧楚女等一批中国共产党党员和关在南关戏院的部分中国共产党党员及群众，被押解到天字码头，用两艘军舰载往广州南石头惩戒场监狱，萧楚女、刘尔嵩、熊锐、李森等40多名中国共产党党员和群众到南石头惩戒场监狱后随即被处决。
在此次事变中，广州被捕的中国共产党党员和群众共5000余人，其中2100余人被杀，知名的中国共产党人刘尔崧、李启汉、萧楚女、邓培、熊雄、李森、熊锐、毕磊等被处决。广东200余个农会被封闭。四一五事变使广东完全被李济深、黄绍竑等控制。
根据从广州逃到武汉的中国共产党党员韩麟符，以及《大公报》记者等，都曾讲过广东的国民党要员在杀戮问题上有分歧。在广州四一五事变中，不少被枪杀的工人有的是在抵抗中被打死，有的是武装抵抗导致军队官兵伤亡，被捕后被军队擅自拉到白云山等处秘密枪决。对被捕之人，李济深主张除首要者外，其他能具悔过书者不应过分处置。古应芬、钱大钧、李福林、邓彦华等人则主张彻底肃清共党分子，抓来者一般均枪毙，工农组织一律解散。曾养甫，尤其是陈孚木等人，主张杀人要慎重，并强调保护工农团体。陈孚木还马上出面保释十多人。广州四一五事变捕人多，但开始甄别也早。事变发生后仅两三天，广州当局便以军政督察委员会的名义开始甄别，凡有相关部门或人士可作证者，均通知到场陪审及作证。例如4月19日，军政督察委员会有公函给广州中山大学，通知次日开审该校被捕学生，要求中山大学派员陪审。中山大学随即派教授前往，请知情学生到场作证。

## 事变后续
1927年4月17日，中共广东区委在广州西堤举行紧急会议，决定重整各个工会及党支部，并且成立中共广州市委，吴毅任市委书记，周文雍任市委组织部部长，继续领导工人斗争。中共广东区委暂时转移到香港。
黄埔军校因校长蒋介石尚无明令，所以广州方面除4月15日当晚派舰监视并全体缴械外，没立即捕人。黄埔军校教育长方鼎英电蒋介石：虽然从李济深处“得悉前方情况，惟处置方法未明了”。4月16日，蒋介石批复：“彻底清党，不可再允共产分子在校，以维党国。”1927年4月18日，李济深派海陆军包围黄埔军校，开始拘捕中国共产党党员。“学生中平日言行不正，思想不纯或经官长之考察，或经本人之自首，或经同学之举发而皆经多数同学公认者，计共剔除共产捣乱分子百七十余员名，均于是日寄押于奉令来埔协助之中山兵舰附近。”到5月初，连同校部及分驻各地的入伍生，“逮捕之员生约四百人之谱”。不少黄埔学生喊冤，认为：“这次广东清党运动中有一些反动分子乘机而起，藉公报私，排斥忠实同志……，更有乘机报复，加以杀害、侮辱，在军阀帝国主义铁蹄之下亦所罕见。”有学生甚至直接致信蒋介石，认为李济深“对黄埔学生特别残酷”，说每日广州市公安局用铁甲车运出的死尸中，都有被害黄埔军校同学，李济深是在利用“清党”排斥黄埔军校学生及外省军队，培植自己势力。蒋介石不得不指示各方：“凡黄埔学生有共产嫌疑者，请交黄埔同学会审查，而后再定罪状。”后来，黄埔军校成立“清党委员会”，以胡靖安等反共人士为委员。
广州四一五事变发生后，4月20日，中山大学教授、文学系主任兼教务主任鲁迅因营救该校被捕学生无效，愤而辞去一切职务，离开中山大学。
4月21日，蒋介石通电宣布国民政府军事委员会从广州迁往南京，否认武汉国民政府。4月21日，粤汉、广九、广三铁路工人及广州市汽车工人，在中共广东区委领导下，在中午罢工1小时，抗议四一五事变。同日，中华全国总工会广州办事处、省港罢工委员会、广州工人代表大会、香港总工会等5个团体联合发出布告，号召全广州市工友为反抗蒋介石、李济深摧残，于4月22日举办政治总同盟罢工1天。当局于当晚逮捕80多人。4月22日，当局又枪杀散发传单者5人，但仍然有一部分工人罢工。4月23日，各报纸停刊，海员以及油业工人、轮渡工人等一律罢工。
4月23日，在广州工人代表会领导下，广州海员、铁路、轮渡、汽车、油业、印刷等工人数千人罢工。其他工人预定4月24日、4月25日罢工。罢工工人呼喊“打倒蒋介石和一切军阀”、“释放一切政治犯”等口号，散发中共广东区委等的宣言，许多人遭到军队逮捕。邓金娣、罗大妹、黄培等散发传单者被杀。
4月27日，李济深在广州举行“清党及庆祝迁宁大会”，发表《护党救国宣言》。4月28日，广州无线电台成立，上海和广州自此可用无线电直接通信，无需再经香港水线传递。4月28日，广州戒严司令钱大钧发布布告称，未经政府许可，禁止任何形式罢工。
5月1日，广州工人在中共领导下，举行各界示威游行。广州因前年的省港大罢工而失业者尚有3万人，一向由广东省政府拨给生活费，5月上旬，李济深特向广东总商会筹款100万元，拟每人发给90元遣散。5月20日，林云陔接替孙科担任广州市市政委员长（市长）。5月21日，广州八大领袖工会代表联席会议，议决组织广东全省劳工团体总同盟，要广州市公安局局长邓彦华尊重孙中山总理扶植农工政策，并要政府严惩贪官污吏、土豪劣绅、腐化分子。5月21日起，广州当局加紧遣散留在广州的约4万省港大罢工工人。
6月15日，广东磨制糕粉工会要求加薪未果，举行罢工。6月18日，广州各团体5万人召开反日出兵大会，通过实行经济绝交、不准商民购运日货等议决案十多项。6月19日，广州2万多名工人在东园前举行集会，纪念省港罢工两周年，会后举行反迫害游行。6月23日，广州3万群众在东校场集会，纪念沙基惨案两周年，会上提出“释放一切政治犯”口号。
6月29日，广州警备司令部和广州市公安局借口广州工人前在省港罢工纪念日及沙基惨案纪念日大游行时，呼喊革命口号，散发拥护武汉国民政府、收复广东等标语传单，举行了第二次“清党”。广州50多家工会遭到搜查，约200名工人被逮捕。这是广州当局继4月15日之后的又一次大搜捕。6月30日，又派军队包围太平南路嘉南堂省港罢工工人公共食堂，并且按工贼组成的“改组委员会”提供的黑名单，捕去工人200多名。广州工人各自成立自救队、义勇团等秘密武装，反抗迫害。

## 农会改组
4月15日事变发生后，广东各地军警纷纷查封农会，逮捕农会职员，搜捕农军，收缴农枪。
4月15日省特别委员会第一次会议上，还决定组织广东省农民协会改组委员会，并派曾养甫、徐天深、陈孚木、黎东诚、汤澄波、陈普铭、叶介之、詹菊似、邓一舟等9人为改组委员。4月16日，曾养甫等9名改组委员宣布就职。下午2时，叶介之、黎东诚、詹菊似3人，带同广州警备司令部军队十多人，前往接收广东省农民协会。当时广东省农民协会职员已星散。4月17日，广东省农民协会改组委员会第一次会议召开，由詹菊似报告接收广东省农民协会情形及派黎志川接收番禺县农会情形。会议推举詹菊似、黎东诚、叶介之3人为常务委员，推举汤澄波为宣传部主任，邓一舟为组织部主任，徐天深为农民自卫军部主任。自此开始自上而下改组广东各级农会。
4月21日，中国国民党广东省党部农民部发出通告，暂停前中国国民党中央农民部移交该部指挥监督的广东各地中央农民运动特派员职务。4月22日，广东省农民协会改组委员会根据中国国民党广东省党部农民部来函指示，通令各路办事处、各县特派员一律停止职务。经广州农民运动讲习所培养的各地特派员至此终结。4月23日，广东省农民协会改组委员会第三次会议决定，经改组的各路办事处主任，有临时派出各县改组委员的权力，惟须呈请省农会组织部审查，提出委员会正式任免。会议议决的处理办法规定：“各地农民自卫军，处此严重时期，只负保护居地治安之责，不得自行集会及移防”，“应一律静候省农民协会整理之”。广东省农民协会改组委员会还从农会的组织上彻底排除了中国共产党党员。4月28日，广东省农民协会改组委员会秘书处发出通告，表示原定5月1日召开的全省农民第三次代表大会，现因政府肃清共产党时期，经广东省农民协会改组委员会第二次会议议决展期。4月29日，省特别委员会秘书长黄居素函知中国国民党广东省党部，经省特别委员会第二次会议议决，各属农军归中国国民党广东省党部直接指挥，详细办法由民众运动委员会拟定。
5月28日，广东省农民协会改组委员会向各县农会改组委员会下达3项通告，整顿农民自卫军。6月20日，李济深向广州政治分会提出《彻底解决农民团纠纷办法》。该办法认为，“欲求彻底解决农民团纠纷，团结革命势力，巩固本党党基，确有使农民协会直接受本党之指挥监督之必要。”“农民自卫军、民团及其他一切地方武装团体，应合并改组为人民警卫队……归政府统率指挥。”该办法经6月29日广州政治分会第三十六次会议通过，转呈南京中央核准施行。该办法推翻了孙中山批准的《政府对农民运动宣言》中农民协会“为不受任何拘束完全独立之团体”及特许其组织农民自卫军的规定，改变了农民协会的性质，消灭了农民自卫军。
农会改组开始后，中国国民党内各派随即开始争夺各地农会改组权。各县党部不顾省党部下发的由广东省农民协会改组委员会负责“办理改组一切事宜”的通告，擅自派员接管各地农会；各地防军也擅自委派农会改组委员。各地农会改组一片混乱。5月13日，中国国民党广东省执行委员会第二十九次会议召开，农民部提出了《制止各县党部擅委农会职员，并函请总司令部通令各地防军不得擅委农会职员，以划一事权案》。5月15日，省党部将广东省农民协会改组委员会第五次会议后的来函转给各县市党部查照，并表示：“嗣后如有擅委各县农民协会改组委员，定必严行查究，以肃党纪。”
在农会改组过程中，各地地主、豪绅组织民团，有的还联合军队，一起进攻农会，以中路各县为甚，其他地区也陆续发生。例如东江地区农军势力强，这种情况稍少，但普宁县城内的方姓豪绅，在清党之后到处“焚毁农村，残杀农民”，导致全县800多个乡的民众发起“移县运动”，请求政府将县城迁到其他地方，以免受方姓豪绅压迫。地主、豪绅不仅借清党摧毁农会，有的甚至还捣毁当地曾支持过农民协会的中国国民党党部。

## 事后
1927年4月18日，南京国民政府成立，胡汉民任主席，执行委员会由蒋介石、吴稚晖、古应芬、陈铭枢等人组成。5月24日，中国国民党中央政治局宣布中国国民党中央政治委员会广州分会成立，分会委员有李济深、古应芬、黄绍竑，戴季陶、李宗仁、白崇禧、宋子文、陈孚木、甘乃光、陈可钰、朱家骅、李福林。李济深任分会主席。广州的省特别委员会遂宣布结束。同日，中国国民党广东清党委员会成立，李济深、林云陔、曾养甫等人为委员。5月26日，蒋介石从上海派预备队3000人归李济深指挥，至此广东的政府军队达到约3.5万人。6月24日，南京的中国国民党中央政治会又决定改组广东省政府，李济深任省长。8月1日，广东省政府改组成立，新任广东省政府委员陈可钰、古应芬、朱家骅等正式就职，李济深仍任广东省政府主席。
8月6日，广州商民2万多人包围广东省政府，要求取消奢侈品税。8月7日凌晨3时，广东省政府宣布戒严，借口请愿团内有共产党欲谋刺广东省政府要人，派兵2000人前往弹压，并且派救火队用水龙射击，相持3个小时，群众遭到驱散。
9月21日，国民革命军第二方面军代总指挥黄琪翔率2000人抵达广州，表示拥护汪精卫、李济深、张发奎（国民革命军第二方面军总指挥）及军委会。9月30日，中国国民党广州政治分会任命张发奎为改组中国国民党广东省党部委员，李济深等人为两广经济委员会委员，并且决定不遵守中央特别委员会限10月1日前撤销广州政治分会的命令。10月1日，李济深就任国民革命军第八路军总指挥。
10月5日，广州举行欢迎张发奎及第四军和第十一军返粤部队的大会，张发奎在会上表示返粤有3项使命：（1）肃清共产党，铲除叶、贺起义军；（2）改善广东政治；（3）扶植农工。10月7日，李济深、张发奎电请汪精卫回广东主持大局。10月11日，广州政治分会决定拒绝南京中央特委会取消广州政治分会的议决，并且组织临时军事委员会，以李济深等9人为委员。
10月14日，广州海员工人5000多人罢工，并且在广州西瓜园举行万人大会。大会一致决定驱除中国国民党操纵的改组委员会，成立工人自卫工会“维持委员会”。工人夺回海员工会会址，撤下青天白日旗，改升红旗，并游行示威。军警逮捕27个游行工人。10月17日，广州工人代表会特委会议决10月24日举行总罢工，要求释放4月15日被捕的工人，恢复铁路工会，废除工代会。10月19日，广州当局派警察部队突袭东园省港罢工委员会及海员工会总部，55人被捕，2人受重伤，四一五之后残存的400名省港罢工纠察队被解除武装。同日，军警还实行日夜戒严。10月22日，广州市公安局发布告示称，任何工会未经公安局批准一律禁止集会，如需集会须事前3日送审；并且限令省港罢工工人在5天内从罢工以来占用的房屋及商店撤出。广州工人代表会原定10月21日总罢工及示威游行，但因被当局事前得知而未举行。广州工人代表会改总罢工为飞行集会，10月23日，工人组织100个小组，持红旗在街头发传单。事后，当局捕杀工人日益增多。10月25日，广州当局解散沙面罢工总机关，并且将其所属的纠察队缴械。
10月29日，汪精卫抵达广州，在葵园召开会议，号召“救党”，商议恢复中央执监委员会及国民政府，准备同新桂系控制的南京特别委员会分庭抗礼。10月30日，在广州的中国国民党中央执监委员会汪精卫等7人举行联席会议，议决联名通电主张克日在广州举行中国国民党中央第四次全体会议，以解决党务、政治、军事问题。
10月下旬，团长叶剑英率领国民革命军第四军教导团从九江回到广州，驻广州北较场四标营。11月1日，广州铁路、火柴等行业数千工人在东山广场开大会，并示威游行，到白云路葵园汪精卫住宅请愿要求释放被捕工友、恢复工会等。广州市公安局派大批军警强迫工人解散，逮捕20多人。11月3日，广州省港罢工工人为抗议当局企图消灭工人组织，在公园前游行示威，被军警冲散，多人遭到逮捕。11月中旬，当局解散罢工工人组织，将工人驱逐出宿舍。11月7日，省港罢工委员会及工人代表会在广州西瓜园举行纪念十月革命10周年群众大会，千余人到会，提出“打倒国民党反动派”口号。大会遭警察驱散，数名工人遭到逮捕。11月10日，甘乃光接替林云陔任广州市政委员长。同日，广东当局宣布遣散香港罢工工人。
11月17日，广州发生驱逐李济深的军事政变。张发奎从香港返回广州，指挥黄琪翔军、薛岳的新编第一师、黄镇球的新编第三师，以“护党”的名义发动政变，将桂军缴械，并且占领黄埔军校，包围了李济深、陈济棠、黄绍竑等人住宅及司令部。激战中双方死伤数十人。事后，张发奎自任广州军事委员会主席。广东籍将领陈济棠、陈铭枢、钱大钧等人都表示反对。11月17日当天，中共中央通过《对广东目前政治任务议决案》，正式决定在广州举行武装起义，要求中共广东省委“发表宣言，号召全省工农暴动，建立工农兵贫民政权，以反对两广军阀私人战争”。